# 午後はとことんワイド
『午後はとことんワイド』（ごごはとことんワイド）は、福井放送が制作し、FBCラジオ（大和田ラジオ本舗）で放送していた午後の帯番組。2003年9月29日放送開始。放送時間は午後1時から午後5時まで。月曜日から金曜日までパーソナリティごとに特色あるコーナーを展開していた。また、子育てに関する相談や駄洒落の投稿など、視聴者の参加を意識したコーナー作りを行っていた。2010年4月2日に放送終了し、4月5日からは替わって『午後はとことん よろず屋ラジオ』が放送されている。

## 終了時のパーソナリティ・担当番組
- 月：加藤直也 （フリー） 「直也のやる気満タン！月曜日」
- 火：さかいちよみ。 （フリー） 「ちよびんの火曜はごきげん二重まる」
- 水：重盛政史 （FBCアナウンサー） 「しげちゃん横丁 〜Hey! らっしゃい〜」
- 木：阿部真由美 （当時FBCアナウンサー） 「あべちゃんの笑顔に会いたい木曜日」
- 金：二木あつ子 （フリー） 「二木あつ子のきまぐれ気ままな金曜日」

## 放送開始までの編成
- 13:00～16:00　月～木「あべまゆみのおしゃべりST@TION」　金「二木あつ子のきまぐれ気ままな金曜日」
  - 15:15ごろ　日本列島ほっと通信
  - 15:35ごろ　ミュージックスクランブル
- 16:00～16:05　健康ワンポイント
- 16:05～16:10　ヒットソングJポップス
- 16:10～16:20　どうですか歌謡曲
- 16:20～18:25　ラジオ夕刊（2003年春終了）
  - 16:40ごろ　川中美幸 人・うた・心

- - 17:00　ニュース・パレード
  - 17:15　トヨタ うわさの調査隊
  - 17:30　ネットワークTODAY
  - 17:45　センスアップドライブメモ

- - 18:00　ENEOSクルージングタイム　中村雅俊マイホームページ
  - 18:10　小沢昭一の小沢昭一的こころ

（2003年春～秋）
- 16:20～16:50　ハートフルトーク
- 16:50～17:00　川中美幸 人・うた・心

## 放送開始後の動き
- 2003年9月29日 放送開始。当初の放送時間は13時～18時。また、当初の番組パーソナリティは以下のとおり。
  - 月：阿部真由美 （当時FBCアナウンサー） 「パワー全開! あべちゃんパラダイス」
  - 火：榎ちひろ （劇団主宰） 「えのきLANDでラン♪ ラン♪ RUN!」
  - 水：辻岡伸枝 （フリー） 「のんのん伸枝のなごMIX!」
  - 木：重盛政史 （FBCアナウンサー） 「しげちゃん横丁 Hey! らっしゃい」
  - 金：二木あつ子 （フリー） 「二木あつ子のきまぐれ気ままな金曜日」
- 2004年3月30日 火曜「えのきLANDでラン♪ ラン♪ RUN!」終了。
- 2004年4月1日 番組改編実施。放送終了が1時間繰り上がって17時に。
- 2004年4月6日 火曜「しげちゃん横丁 Hey! まいど」開始。
- 2005年3月30日 水曜「のんのん伸枝のなごMIX!」終了。
- 2005年4月6日 水曜「福ちゃんの のってけ水曜DX」開始。
- 2007年2月5日 月曜「パワー全開! あべちゃんパラダイス」終了。中村朱里へ交代。
- 2007年4月3日 中村朱里から西堀有美へ交代「yumiに任せて月曜日」スタート
- 2008年3月26日 水曜「福ちゃんの のってけ水曜DX」終了
- 2008年4月2日 木曜「しげちゃん横丁 Hey! らっしゃい」が水曜へ移動
- 2008年4月3日 木曜「あべちゃんの笑顔に会いたい木曜日」開始
- 2008年9月29日 月曜 西堀有美から加藤直也へ交代。「直也のやる気満タン! 月曜日」開始
- 2010年3月29日　月曜「直也のやる気満タン! 月曜日」終了
- 2010年3月30日　火曜「ちよびんの火曜はごきげん二重丸」終了
- 2010年3月31日　水曜「しげちゃん横丁 Hey! らっしゃい」終了
- 2010年4月1日　木曜「あべちゃんの笑顔に会いたい木曜日」終了
- 2010年4月2日　金曜「二木あつ子にきまぐれ気ままな金曜日」終了　番組終了
- 2010年4月5日　次番組午後はとことん よろず屋ラジオスタート

## 番組終了時のタイムテーブル
★は全国ネットの番組である。
- 1時台
  - 13時00分 - オープニング・オープニングミュージック
  - 13時05分 - ニュース・天気予報
  - 13時10分 - クイズ!答えて爽快!（月）・デビュー曲クイズ（火）・今日のテーマ横丁へいらっしゃいパート1（水）・あなたはどっち?（木）・クイズ・ミュージックタイムマシーン（金）
  - 13時25分 - エコーメイト（月・火：ケイ（山崎啓子）　水～金：田中みゆき）
  - 13時35分 - フォーチュンテラー・マダムレイカ（金・第1・3週）、ブライダル仕掛け人が行く（金・第2週）
  - 13時40分 - トレンド・ウォッチング
  - 13時45分- 直也の興味津々（月）・プレゼントコーナー（月～木）
  - 13時50分- 新築そっくりさん（月）　パソコン出張お助け隊（火）　おしゃべり音楽DO（木）
  - 13時55分 - あっちゃんセミヌード（金）
- 2時台
  - 14時00分ごろ - ニュース・天気予報
  - 14時05分ごろ - FBCラジオショッピング（月・水・金）
  - 14時10分ごろ - 太鼓持ちあらいの好色浮世噺（火）・レッツリファイン（金）
  - 14時15分ごろ - 今日のテーマ横丁へいらっしゃいパート2（水）
  - 14時25分ごろ - ちよびんのごきげんガスライフ（火）
  - 14時30分ごろ - 道路交通情報（月～木）・週末・行楽情報（金）
  - 14時35分ごろ - やる気満タンスケジュール（月）・おやじバンザイ（水）・あべまゆみのありがとうをあなたに（木）
  - 14時40分ごろ - 知恵の輪のWA（火）
  - 14時45分ごろ - 福井三菱・カープラザミュージッククリップ
- 3時台
  - 15時00分ごろ - ニュース・天気予報
  - 15時05分ごろ - 曜日ごとのコーナー
  - 15時10分ごろ - ラジオショッピング情報（木）・クイズ・ミュージックタイムマシーンの正解と当選者発表（金）
  - 15時20分ごろ - ちよびんのいい日旅立ち夢気分（火）
  - 15時25分ごろ - 子育て広場（火）・今日の花言葉（水）・あつ子のエンジン全開!（金）
  - 15時35分ごろ - エコーメイト
  - 15時45分ごろ - ヒットソングJポップス
- （ネット番組）
  - 15時50分 - ミュージックスクランブル★
  - 16時00分 - どうですか歌謡曲★
  - 16時10分 - 川中美幸 人・うた・心★
- 4時台
  - 16時20分ごろ - 直也うんちく堂（月）・デビュー曲クイズ答え合わせ（火）・あっちゃんセミヌード答え合わせ（金）（※競輪・競艇中継のときあり）
  - 16時25分ごろ - 健康のススメ（月）
  - 16時35分ごろ - おすすめエンタメ情報（水）
  - 16時40分ごろ - はや耳ニュース（月～木）
  - 16時45分ごろ - 毎日とことんおたのしみプレゼント
  - 16時50分ごろ - シーズン・メロディー
  - 16時55分ごろ - エンディング

## その他
- 番組開始当初、外部パーソナリティの番組（榎・辻岡・二木）に関しては、FBCのアナウンサーがニュースや天気予報を読んでいたが、11月ごろから各パーソナリティが担当するようになった。
- また、番組開始当初は金曜日の二木のスケジュール調整がつかずに、4時台・5時台で出演できず、谷戸礼子アナウンサーなどが代役を務めることがあった。
- 以前、午後1時の時報は各曜日のパーソナリティが担当していたが、現在は終了している。
- 競輪・競艇中継のために4時台が大幅に削られることがある。
- 「えのきLAND―」の4時台冒頭では、パーソナリティの意向によって、必ず徳永英明の曲が流された。
- 高校野球県予選決勝・甲子園における本県勢の試合の生中継、箱根駅伝などを除いて、原則的には元日から大晦日まで年中無休である。
- ジングルは、13時の番組開始以外すべて各曜日オリジナルである。一番凝っているのは金曜日である。
- 三菱自動車の「リコール隠し」が発覚したときは、福井三菱自動車販売が一時的に福井三菱ミュージッククリップのスポンサーを降り、コーナー名も単に「ミュージッククリップ」となった。